# Mitostoma omalosum
Mitostoma omalosum is een hooiwagen uit de familie aardhooiwagens (Nemastomatidae).